# Халилович, Тибор
Тибор Халилович (хорв. Tibor Halilović; род. 18 марта 1995, Загреб) — хорватский футболист, полузащитник загребского «Динамо».

## Биография
Родился 18 марта 1995 года в городе Загреб. Воспитанник футбольной школы загребского «Динамо». С 2014 года стал выступать за резервную команду, в которой провёл два сезона, приняв участие в 46 матчах чемпионата, однако за первую команду ни одной игры не провёл.
8 июля 2016 года Тибор стал игроком клуб «Локомотива» и в сезоне 2016/17 сыграл 18 матчей в высшем дивизионе страны.
23 июня 2017 года перешёл в польскую «Вислу» из Кракова, подписав с ней двухлетний контракт. Дебютировал в Экстраклассе 29 июля 2017 года в матче против «Гурника» (Забже), выйдя на 84-й минуте вместо Франа Велеса, но его команда проиграла 2:3. 16 апреля 2018 года он забил свой первый и единственный гол в польской лиге. Это произошло в матче против «Вислы» (Плоцк), который завершился вничью 2:2. Всего сыграл за команду из Кракова полтора сезона своей игровой карьеры.
28 января 2019 года вернулся на родину и подписал контракт на 2,5 года с «Риекой». В новой команде быстро стал основным игроком и помог команде дважды подряд в 2019 и 2020 годах выиграть Кубок Хорватии. За три сезона отыграл за команду из Риеки 51 матч в национальном чемпионате.

## Достижения
«Риека»
- Обладатель Кубка Хорватии (2): 2018/19, 2019/20